# Каракурський сільський округ
Караку́рський сільський округ (каз. Қарағұр ауылдық округі, рос. Каракурский сельский округ) — адміністративна одиниця у складі Сузацького району Туркестанської області Казахстану. Адміністративний центр — село Каракур.
Населення — 2976 осіб (2021; 2960 у 2009, 2773 у 1999, 2992 у 1989).
Станом на 1989 рік існувала Енгельська сільська рада (села Бестам, Енгельс, Кизилбайрак, Шага).

## Склад
До складу округу входять такі населені пункти:
| Населений пункт | Колишні назви | Населення, осіб (1989) | Населення, осіб (1999) | Населення, осіб (2009) | Населення, осіб (2021) |
| --------------- | ------------- | ---------------------- | ---------------------- | ---------------------- | ---------------------- |
| Бестам, село    | -             | 205                    | -                      | -                      | -                      |
| Каракур, село   | Енгельс       | 1517                   | 2105                   | 2114                   | 2121                   |
| Ран, село       | Кизилбайрак   | 648                    | 337                    | 434                    | 401                    |
| Шага, село      | -             | 622                    | 331                    | 412                    | 454                    |